# Łotwa na Mistrzostwach Świata w Lekkoatletyce 2009
Łotwa na Mistrzostwach Świata w Lekkoatletyce 2009 – reprezentacja Łotwy podczas czempionatu w Berlinie liczyła 15 zawodników i zawodniczek. 2 spośród nich awansowało do finału, a 3 następnych od razu wystąpiło w konkurencjach finałowych (siedmioboju, dziesięcioboju i chodzie na 50 km).

## Występy reprezentantów Łotwy

### Mężczyźni
- Bieg na 200 m
  - Ronalds Arājs z czasem 21,38 zajął 47. miejsce w eliminacjach i nie awansował do ćwierćfinału.

- Bieg na 800 m
  - Dmitrijs Jurkevičs z czasem 1:46,90 (najlepszy wynik w sezonie) zajął 16. miejsce w eliminacjach i nie awansował do półfinału.
  - Dmitrijs Miļkevičs z czasem 1:48,43 zajął 37. miejsce w eliminacjach i nie awansował do półfinału.

- Bieg na 110 m przez płotki
  - Staņislavs Olijars z czasem 13,50 zajął 17. miejsce w półfinale i nie awansował do finału.

- Chód na 50 km
  - Ingus Janevics nie ukończył konkurencji.

- Pchnięcie kulą
  - Māris Urtāns z wynikiem 19,89 (najlepszy wynik w sezonie) zajął 16. miejsce w eliminacjach i nie awansował do finału.

- Rzut młotem
  - Igors Sokolovs z wynikiem 73,97 zajął 17. miejsce w eliminacjach i nie awansował do finału.
  - Ainārs Vaičulens z wynikiem 66,89 zajął 32. miejsce w eliminacjach i nie awansował do finału.

- Rzut oszczepem
  - Vadims Vasiļevskis z wynikiem 82,37 zajął 4. miejsce w finale.
  - Ainārs Kovals z wynikiem 81,54 zajął 7. miejsce w finale.
  - Ēriks Rags z wynikiem 76,23 zajął 16. miejsce w eliminacjach i nie awansował do finału.

- Dziesięciobój
  - Atis Vaisjuns z wynikiem 7507 zajął 34. miejsce.

### Kobiety
- Bieg na 400 m przez płotki
  - Ieva Zunda z czasem 56,66 zajęła 18. miejsce w półfinale i nie awansowała do finału.

- Rzut oszczepem
  - Madara Palameika z wynikiem 52,98 zajęła 27. miejsce w eliminacjach i nie awansowała do finału.

- Siedmiobój
  - Aiga Grabuste z wynikiem 6033 zajęła 13. miejsce.